# Sân bay quốc tế Tiruchirappalli
Sân bay quốc tế Tiruchirappalli  hoặc sân bay quốc tế Trichy (IATA: TRZ, ICAO: VOTR) là một sân bay quốc tế phục vụ Tiruchirapalli ở bang Tamil Nadu, Ấn Độ. Sân bay nằm bên Quốc lộ 210 nối với Tiruchirapalli Rameswaram và có cự ly 5 km (3,1 mi) phía nam trung tâm thành phố. Sân bay Trichy là một trong những sân bay quốc tế phát triển nhanh nhất ở Ấn Độ. Đây là sân bay lớn thứ ba ở bang về lượng khách và hàng hóa sau sân bay quốc tế Chennai và Sân bay quốc tế Coimbatore. Sân này bay đã nhận chứng chỉ ISO 9001: 2008 chứng nhận chất lượng. Sân bay Tiruchirappalli đã được công bố là sân bay quốc tế ngày 4 tháng 10 năm 2012.